# Happy Sugar Life
Happy Sugar Life (ハッピーシュガーライフ Happī Shugā Raifu?) es una serie de manga escrita e ilustrada por Tomiyaki Kagisora. El primer volumen se publicó en el 2015 en la revista Gangan Joker, publicado por Square Enix. El 14 de julio de 2018 se estrenó por las cadenas MBS, TBS, BS-TBS y AT-X un anime dirigido por Keizō Kusakawa y Nobuyoshi Nagayama. El anime es transmitido fuera de Japón por Amazon Prime Video.

## Argumento
Una hermosa estudiante de instituto, llamada Satō Matsuzaka, nunca había rechazado a los chicos que se interesaban por ella y tenía fama de ser una “chica fácil”. Pero todo cambia cuando conoce a Shio, una niña muy pequeña que fue abandonada por su madre. Satō cree haber descubierto el verdadero significado del amor, y con tal de proteger este sentimiento, está dispuesta a hacer cualquier cosa, incluso si significa tener que asesinar a alguien.

## Personajes
Satō Matsuzaka (松坂 さとう Matsuzaka Satō?)
Seiyū: Kana Hanazawa
La protagonista principal. Una chica adolescente que se enamora de Shio y la mantiene en su departamento. Mantiene una fachada amable en público para ganar dinero para su estilo de vida, pero recurrirá a todo para proteger a Shio.
Shio Kōbe (神戸 しお Kōbe Shio?)
Seiyū: Misaki Kuno
Una niña joven e inocente que vive en el departamento de Satō. Ella se preocupa profundamente por Satō, pero a menudo permanece inconsciente de lo que ella está involucrada, ya que no se le permite salir del apartamento. Más tarde se revela que es la hermana menor de Asahi.
Asahi Kōbe (神戸 あさひ Kōbe Asahi?)
Seiyū: Yumiri Hanamori
Un adolescente que está buscando el paradero de Shio. Más tarde se revela que es el hermano mayor de Shio. Se insinúa que tenía sentimientos románticos por Shōko después de que ella le robara su primer beso, y luego se traumatiza y se siente devastado cuando encuentra el cadáver de Shōko en el fuego. En el episodio final, se le muestra visitando a su hermana Shio en el hospital con un ramo de flores. 
Taiyō Mitsuboshi (三星 太陽 Mitsuboshi Taiyō?)
Seiyū: Natsuki Hanae
Un adolescente que trabaja junto a Satō en un restaurante familiar. Después de enfrentar el acoso sexual de su jefe, encuentra consuelo en la inocencia de Shio y se obsesiona con ella. En el episodio final, se quebró emocionalmente debido a que fue violado por la tía de Satō y bajo su creencia de que Shio murió por el fuego, lo que implica que está permanentemente atrapado como un recluso.
Shōko Hida (飛騨 しょうこ Hida Shōko?)
Seiyū: Aya Suzaki
La mejor amiga de Satō. Ella proviene de una familia rica. Se considera a sí misma una cobarde ya que a pesar de querer mucho a Satō, no encuentra el coraje necesario para brindarle el entendimiento y compresión que merece. Satō la mata después de descubrir su relación secreta con Shio. Su cuerpo finalmente se quema en el episodio final, aunque la policía logra identificarla y arrestar a la tía de Satō como resultado.
Tía de Satō
Seiyū: Kikuko Inoue
Una pariente anónima de Satō que había tomado la custodia total de ella después de que sus padres murieran hace muchos años. Se pensó que ella pudo haber sido asesinada por su propia sobrina, ya que se la mostró principalmente en secuencias de flashback cuando Satō era una niña. Sin embargo, se revela que está viva, aparte de algunas partes de su cuerpo que se ven cubiertas de vendajes. A pesar de su naturaleza feliz y alegre, en realidad es mentalmente inestable, además de estar profundamente loca, y acepta todas las formas de deseos hacia ella con inquietante placer masoquista. Sus puntos de vista profundamente retorcidos del amor son responsables de hacer pensar a Satō de manera similar y convertirla en la psicópata trastornada que es hoy. Vive en el mismo complejo de apartamentos que su sobrina, pero está en un piso de habitación diferente. En el episodio final, es arrestada por incendio provocado y asesinato en primer grado de Satō y Shōko (a pesar de que Satō fue la responsable de la muerte de Shōko).
Yūna Kōbe (神戸 ゆうな Kōbe Yūna?)
Seiyū: Yūko Gotō
La madre de Asahi y Shio. Originalmente una mujer de buen corazón, se vio obligada a casarse con un hombre al que no amaba después de ser violada y luego quedó embarazada de sus dos hijos mientras estaba en la escuela secundaria; aparece en los flashbacks de sus hijos y en su historia de fondo. Se insinúa que sufría de un trastorno límite de la personalidad principalmente debido al abuso doméstico que había sufrido por parte de su esposo, quien luego murió por intoxicación por alcohol, pero más tarde se supo cerca del final de la serie que había envenenado a su esposo. En el episodio final, se la muestra de pie fuera del hospital donde su hija, Shio, está siendo tratada.

## Media

### Manga
Tomiyaki Kagisora lanzó el manga en la revista Gangan Joker de Square Enix el 22 de mayo de 2015. El 8 de julio de 2018, durante su panel en la Anime Expo, Yen Press anunció que había licenciado el manga.
| N.º | Fecha de lanzamiento    | ISBN                   |
| 1   | 22 de octubre de 2015   | ISBN 978-4-7575-4769-8 |
| 2   | 22 de diciembre de 2015 | ISBN 978-4-7575-4839-8 |
| 3   | 21 de mayo de 2016      | ISBN 978-4-7575-4986-9 |
| 4   | 22 de noviembre de 2016 | ISBN 978-4-7575-5158-9 |
| 5   | 22 de mayo de 2017      | ISBN 978-4-7575-5350-7 |
| 6   | 22 de agosto de 2017    | ISBN 978-4-7575-5452-8 |
| 7   | 22 de marzo de 2018     | ISBN 978-4-7575-5452-8 |
| 8   | 22 de junio de 2018     | ISBN 978-4-7575-5755-0 |
| 9   | 22 de julio de 2019     | ISBN 978-4-7575-6190-8 |
| 10  | 22 de julio de 2019     | ISBN 978-4-7575-6191-5 |
| 11  | 22 de junio de 2022     | ISBN 978-4-7575-7971-2 |

### Anime
Se anunció una adaptación al anime. La serie está dirigida por Keizō Kusakawa y Nobuyoshi Nagayama y escrita por Tōko Machida, con animación del estudio Ezo'la. Shōko Yasuda está a cargo de los diseños de personajes.
La serie de 12 episodios comenzó a transmitirse en Japón el 14 de julio de 2018, durante el bloque de programación Animeism en MBS, TBS, BS-TBS y AT-X.